# Blapsilon irroratum
Blapsilon irroratum là một loài bọ cánh cứng trong họ Cerambycidae.